# Bussums Schaakgenootschap
Bussums Schaakgenootschap (BSG) is een schaakvereniging uit Bussum. 

## Geschiedenis
De vereniging werd op 2 oktober 1911 opgericht door C.L.C. Dekker en P. van ’t Veer en speelt sinds 1980 in het Denksportcentrum in Bussum, een voormalig kerkgebouw. Bij de oprichting werd in Hotel Vlietlaan gespeeld en later in de Rozenboom.
Sinds 1912 organiseert de vereniging met Pinksteren het BSG Pinkstertoernooi. Sinds 1923 speelt het eerste team in de Meesterklasse, de hoogste klasse van de schaakcompetitie van de Koninklijke Nederlandse Schaakbond.
In 1992 splitste een groep leden zich af en richtte een nieuwe club op, SOPSWEPS´29. Deze club bestaat anno 2025 nog steeds.
In 2011 werd het 100-jarig bestaan gevierd. De club werd in 1939, 2001 en 2015 vicekampioen van Nederland en won driemaal de KNSB-beker.

## Bekende (oud-)leden
Hieronder volgt een lijst met (oud-)leden/grootmeesters die ooit voor BSG uitkwamen:
- Rustam Kasimdzhanov
- Igor Glek
- Alex Barsov
- Vladimir Chuchelov
- Dimitri Reinderman
- Dorian Rogozenko
- Erik van den Doel
- Hans Ree
- Jeroen Bosch
- Bruno Carlier
- Kick Langeweg
- Li Riemersma
- Marcel Peek
- Yochanan Afek
- Robin van Kampen